# 李众胜堂祖铺
李众胜堂祖铺，位于中华人民共和国广东省佛山市禅城区祖庙大街18号，为佛山市市级文物保护单位，类型为古建筑，公布时间为1998年4月30日。
李众胜堂祖铺的历史年代为清代。

## 歷史
2007年，佛山市啟動舊城改造計劃，禪城區中心的祖廟－東華里片區被納入計劃中。文明里一帶，改造成了嶺南天地商業街區。承擔改造的瑞安房地產公司（母公司香港瑞安集團）曾派人與香港李眾勝堂的傳人商談，邀請其在商業街舊鋪原址重新開店經營，但一直未有下文。

## 圖片

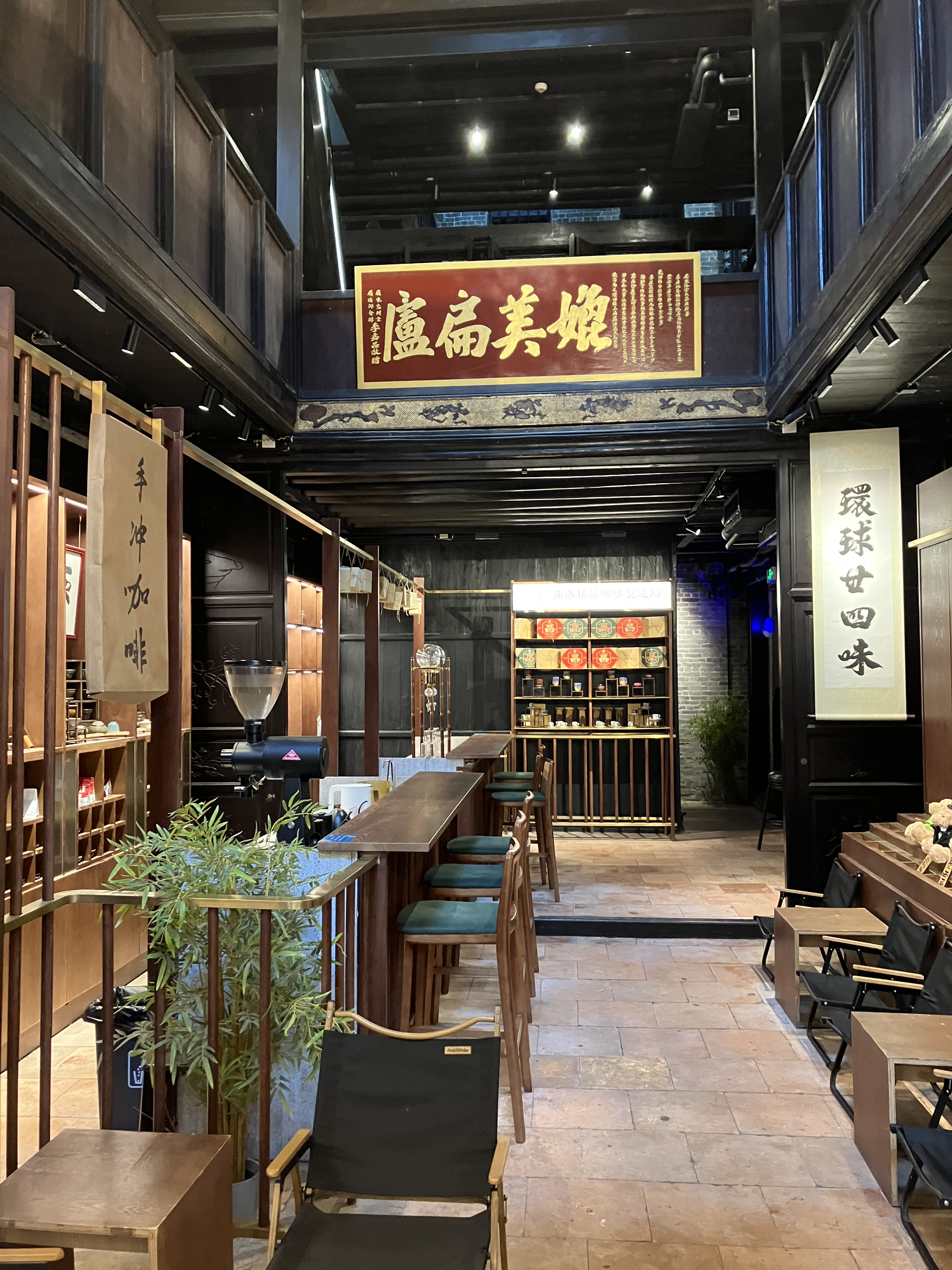
《媲美扁盧》牌匾
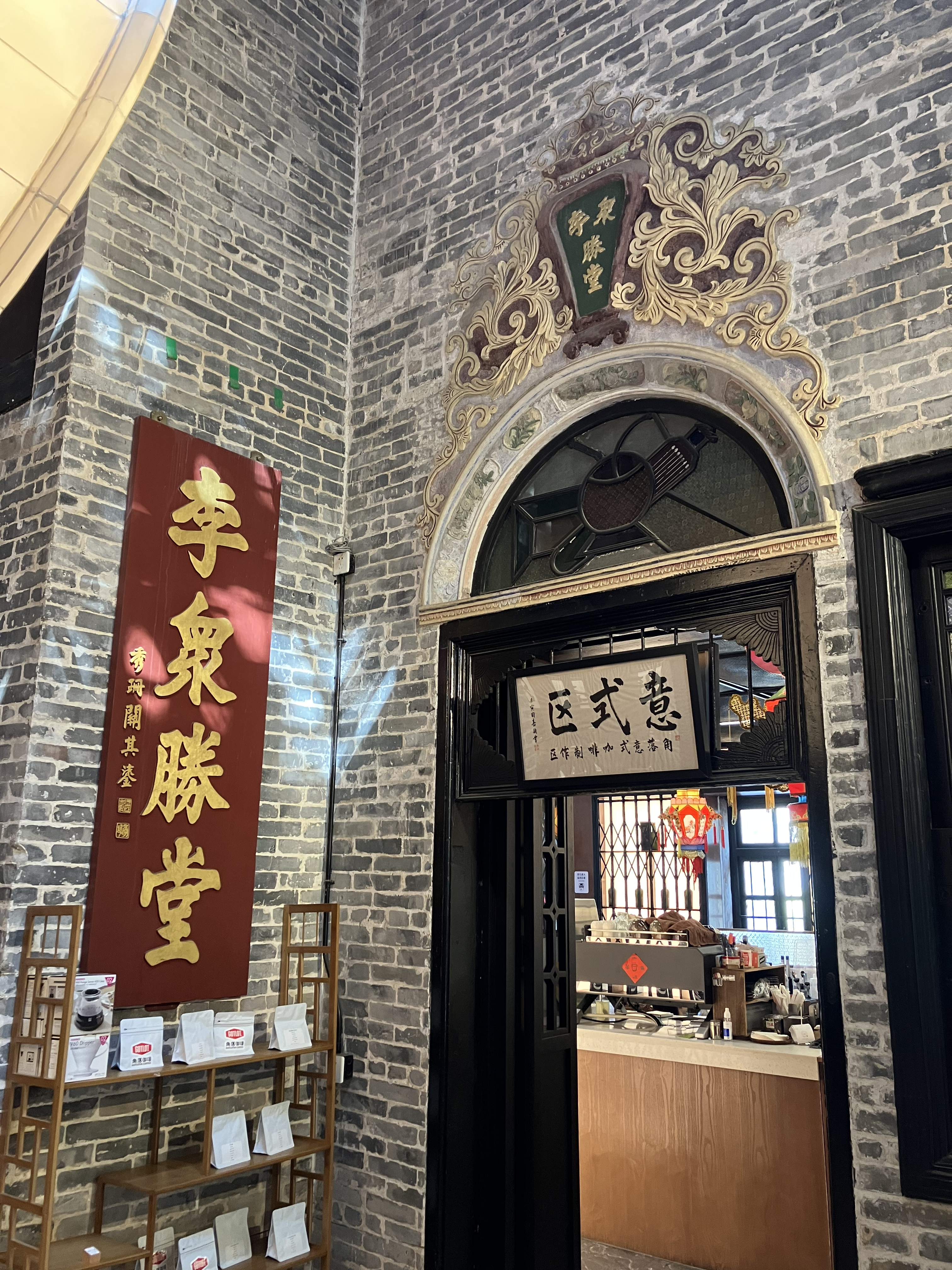
《李眾勝堂》牌匾及李眾勝堂標誌